# الدموع المرة لبيترا فون كانت (فلم)
الدموع المرة لبيترا فون كانت (بالإنجليزية: The Bitter Tears of Petra von Kant) (بالألمانية: Die bitteren Tränen der Petra von Kant) فيلم ألماني غربي لعام 1972 من إخراج راينر فيرنر فاسبيندر، والفيلم مأخوذ من أوبرا تحمل نفس العنوان. طاقم تمثيل الفيلم كله من النساء، وتدور أحداثه في منزل البطلة النرجسية بيترا فون كانت، والفيلم يرصد التحركات المتغيرة في علاقاتها مع النساء الأخريات. تُروى قصة بترا بأسلوب مسرحي في أربعة أجزاء مختلفة، كل منها يصور الحالة الذهنية للشخصية الرئيسية التي تظهر للمشاهد من ملابسها وشعرها. دخل الفيلم مهرجان برلين السينمائي الدولي الثاني والعشرين. 

## طاقم التمثيل
مارجيت كارستنسن: في دور بيترا فون كانت
إيرم هيرمان: في دور مارلين
هانا شيجولا: في دور كارين ثيم
جيزيلا فاكلدي: في دور فاليري فون كانت
إيفا ماتيس: في دور جابرييل فون كانت
كاترين شاك: في دور سيدوني فون جراسيناب

## أحداث الفيلم
بيترا فون كانت (كارستنسن) هي مصممة أزياء بارزة مقرها في مدينة بريمن الألمانية. تجرى أحداث الفيلم كلها تقريبًا في غرفة نوم بشقتها، والغرفة مزينة بنسخة ضخمة من لوحة (ميداس وباكوس) للرسام الفرنسي بوسيني التي رسمها 1630 والتي تصور رجال ونساء عراة ومرتدين جزئياً. تحتوي الغرفة أيضًا العديد من نماذج العارضات (مانيكان) بالحجم الطبيعي وكلها من أعمال بيترا، وتستخدم هذه النماذج، مساعدتها مارلين (هيرمان) فقط.
إنتهت زيجات بترا بالموت أو الطلاق. كان زوجها الأول بيير محبوبًا جدًا، مات في حادث سيارة أثناء حمل بترا؛ بدأت الزيجة الثانية بنفس الطريقة لكنها إنتهت نهاية سيئة. تعيش بترا مع مارلين، مصممة أخرى، تعاملها كجارية، وتكشف هذه العلاقة عن ميول بترا السادية والإعتماد على الذات.

### الفصل الأول
تظهر بترا وقد أيقظتها مارلين، وتبدأ يومها، وترتدي ملابسها. تقوم بترا بإجراء مكالمة هاتفية مع والدتها، وتطلب من مارلين إرتداء شعر مستعار بني قبل أن تستقبل الزائرة مباشرة، تتحدث بترا مع ابنة عمها سيدا عن علاقاتها مع الرجال، وفي الوقت نفسه، تقوم مارلين بالعمل كمضيفة، وتستقبل كارين (شيجولا)، التي عادت حديثًا إلى ألمانيا بعد أن أقامت في سيدني لمدة خمس سنوات، وهي امرأة مرغوبة ولكنها ضحلة تبلغ من العمر 23 عامًا، وتنجذب بترا على الفور إلى كارين في هذا الاجتماع الأول، وتقترح أن تصبح كارين عارضة أزياء، وتوافق كارين على العودة في اليوم التالي.

### الفصل الثاني
سرعان ما تقع بترا في حب كارين بجنون. يظهر على مارلين علامات واضحة للإحباط. ترتدي بيترا باروكة داكنة أكبر حجماً، وتساعد كارين أثناء تدريبها لتكون عارضة أزياء. سرعان ما تظهر النساء عدم توافقهن. عاشت بترا طفولة سعيدة بينما كان والد كارين صانع أدوات، وكانت دائمًا تشعر بالإهمال من قبل والديها. أحببت بترا الرياضيات والجبر في المدرسة، بينما كارين لم تستطع أبدًا فهم الجبر ونقطة استبدال الأحرف بالأرقام. لدى بيترا ابنة، نادرًا ما تراها، لكنها تطمئن نفسها إلى أن إبنتها في أفضل مدرسة داخلية ممكنة.
فقدت كارين والديها وتقول إن الناس يرفضونها عندما يكتشفون تاريخها، لكن بيترا تعترف الآن بعاطفة كبيرة لها، بل أقوى بعد سماعها بتاريخ عائلتها. تطلب بيترا من مارلين الحصول على زجاجة من النبيذ، وتروي كارين المزيد من التفاصيل حول وفاة والديها، وتكشف إن والدها تم تسريحه من العمل بسبب سنه، وفي ذهول مخمور، يقتل والدة كارين ثم يشنق نفسه. كارين تشعر بأنها انجرفت في حياتها، وعاملها زوجها في سيدني على أنها جارية ولم يقدر أو يتفهم ماضيها، لكن بيترا تصر على إن هذا على وشك التغيير، وتعد بجعل كارين نموذجًا رائعًا. تقوم مارلين بالكتابة وتقديم النبيذ، وتقول بترا إن الحياة مقدرة، والناس متوحشون ويصعب التعامل معهم، ويمكن استبدال الجميع. تقترح بترا، التي تكتشف حساب فندق كارين، أن تنتقل للعيش معها، بينما تستأنف مارلين كتابتها، وبعد أن وافقت كارين على الانتقال للعيش مع بترا، أُمرت بإحضار المزيد من النبيذ. بينما تعترف بترا بوقوعها في حب كارين، لا تستطيع كارين أن تتمالك نفسها إلا أن تقول إنها تحب بترا. ستة أشهر أو نحو ذلك تمر.

### الفصل الثالث
تتألق بيترا في باروكة حمراء، وترتدي ملابسها، بينما كارين في الفراش تقرأ مجلة. تلغي بترا رحلة جوية إلى مدريد عبر الهاتف، وتطلب بيترا من مارلين العثور على حذائها. تعتقد كارين أن مارلين غريبة، لكن بيترا تطمئنها أن مارلين تحبها. كارين ما زالت لا تستطيع أن تقول إنها تحب بترا. في الليلة السابقة، كانت كارين خارج المنزل حتى الساعة 6 صباحًا، وتعترف إنها كانت في الفراش مع رجل، تغار بترا وتصرخ على مارلين. تدرك بيترا إن كارين لم تعد تخطط للحصول على الطلاق، وستعود إلى زوجها، وتصفها بترا بـ "العاهرة الصغيرة الفاسدة"، وترد كارين بأن التواجد مع بيترا أقل مجهودًا من العمل في الشوارع، وتطلب من بترا حجز رحلة طيران إلى فرانكفورت، حيث ستلتقي بزوجها، وطلبت أيضا 500 مارك، لكن بيترا تمنحها ضعف ذلك المبلغ. تأخذ مارلين كارين إلى المطار؛ حيث أن بيترا في حالة سكر لدرجة أنها لا تستطيع القيادة.

### الفصل الرابع
في عيد ميلاد بيترا، غرفة النوم شبه فارغة، وترقد بيترا على الأرض مرتدية باروكة شعر مستعار أشقر، تشرب بكثرة وهي تتوقع اتصال هاتقي من كارين، وتعرف أن كارين موجودة في بريمن. تصل إبنتها جابي، ولا تتحدث بيترا معها كثيرًا. تعترف جابي بوقوعها في حالة حب مع شاب. تظهر سيدا مع هدية عيد ميلاد وهي دمية ذات شعر أشقر مثل كارين. تتعرض فاليري والدة بيترا للإساءة، حيث تتهمها بيترا بأنها عاهرة لم تعمل قط وتعيش معتمدة على زوجها. تدوس بيترا على صينية الشاي الصيني التي جلبته مارلين؛ وتصر على تحطيم أي شيء، وتؤكد على إنها ليست مجنونة بكارين، ولكنها أحبتها، وأن إصبع كارين الصغير يستحق كل ذلك الغضب، وتصُدم والدتها، التي لم تكن تعرف كارين، من فكرة أن إبنتها تحب امرأة أخرى. ترفض بيترا سيدا وتأمل ألا تراها مرة أخرى، ولكن سيدا تبقى.

### الفصل الأخير
في وقت لاحق من نفس الليلة، تستلقى بيترا في فراشها بدون باروكة شعر مستعار، وتعتذر لوالدتها، وتدرك أنها تريد أن تمتلك كارين بدلاً من حبها. ترفض كارين مقابلة بيترا قبل أن تغادر إلى باريس، وتعتقد بيترا إن هناك فرصة للقاءهم مرة أخرى في المستقبل. تلجأ بيترا إلى مارلين بعد مغادرة والدتها، وتعترف بأن عليها أن تعتذر لها عن أشياء كثيرة، وتؤكد لها إن الأمر سيكون مختلفًا من الآن فصاعدًا، مضيفة إنها ستشارك حياتها مع مارلين. لكن مارلين، التي تشبع رغبتها الماسوشية الشخصية في الخضوع لبترا، تحزم أمتعتها الضئيلة (بما في ذلك المسدس) في حقيبتها الصغيرة، وتترك الدمية لبيترا.

## الإعداد والإنتاج والإستقبال
العزلة والحب والمشاعر الخانقة الناتجة عن الإعتماد العاطفي هي موضوعات رئيسية يستكشفها فاسبيندر في الفيلم، يزيد من التوتر الدرامي، غرفة نوم بيترا المرتبة بشكل إنفرادي يوحي بالعزلة إلى أقصى حد بينما يكون بمثابة مرآة لوقوعها في الشرك. كان على العمل السينمائي أن يطوع الأوبرا إلى سيناريو سينمائي. يعتبر فيلم (الدموع المرة لبيترا فون كانت) وفيلم (زواج ماريا براون) من معالم السينما الأوروبية. وقد وفر الفيلمان لفاسبندر مكانة بلا منازع كفنان سينمائي ومخرج.
كان هناك تأثير كبير للفيلم على أعمال سينمائية حديثة، مثال على ذلك، فيلم (غيوم سيلس ماريا) عام 2014 للمخرج الفرنسي الذي إعترف بالإرتباط والتأثير بين فيلمه وفيلم فاسبندر، أيضا استشهد بيتر ستريكلاند المخرج وكاتب السيناريو البريطاني بفيلم فاسبندر بإعتباره له تأثيرًا كبيرًا على فيلمه (دوق بورغندي) عام 2015. 
منح موقع الطماطم الفاسدة Rotten Tomatoes تقييم للفيلم بلغ 88%.

## وصلات خارجية
- الدموع المرة لبيترا فون كانت (فيلم)
- الدموع المرة لبيترا فون كانت (فيلم)